# Aspect (astrologie)

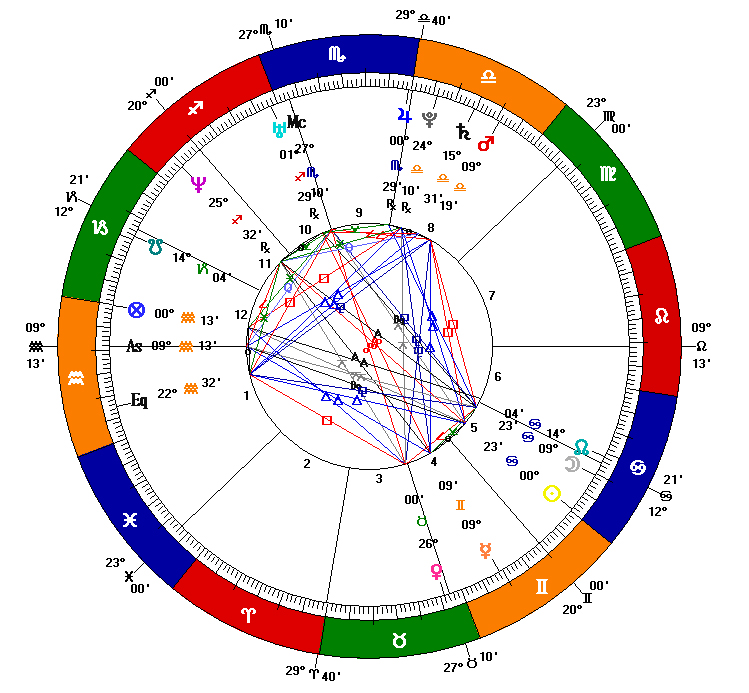
De astrologische aspecten worden in de horoscooptekening voorgesteld als rechte lijnen die planeten en andere punten verbinden. Voor elk aspect wordt een andere kleur gebruikt, traditioneel rood voor de vierkanten en opposities, en blauw voor de driehoeken.

Aspecten zijn de hoeken die de hemellichamen met elkaar en met punten als Ascendant en Midhemel maken in een horoscoop. Dit kan een geboortehoroscoop zijn of betrekking hebben op een andere vorm van astrologie zoals bij de uurhoekhoroscoop of de mundaanhoroscoop het geval is. Omdat astrologie een geocentrisch systeem is, zijn aspecten de hoeken, in booggraden gemeten langs de ecliptica, die planeten maken vanuit je positie op aarde gezien. Staat bijvoorbeeld Mars links aan de horizon en Venus rechts, dan maakt Venus met Mars een hoek van 180 graden, oppositie genoemd.

## Majeure aspecten
De sterke (majeure) aspecten zijn:
| Symbool    | Symbool | Naam       | Afstand | Uitleg                                                                                               |
| Afbeelding | Unicode | Naam       | Afstand | Uitleg                                                                                               |
| ---------- | ------- | ---------- | ------- | --- |
|            | ☌       | conjunctie | 0°      | nul graden afstand; dat betekent dat de twee punten op dezelfde plaats staan in de horoscoop         |
|            | ⚹       | sextiel    | 60°     | betekent dat de twee punten op een afstand overeenkomend met twee tekens (elk 30 °) van elkaar staan |
|            | □       | vierkant   | 90°     | de twee punten staan op een afstand overeenkomend met drie tekens van elkaar                         |
|            | △       | driehoek   | 120°    | de twee punten staan op een afstand van vier tekens van elkaar                                       |
|            | ☍       | oppositie  | 180°    | de twee punten staan pal tegenover elkaar in de horoscoop                                            |

## Mineure aspecten
| Symbool    | Symbool | Naam                        | Afstand | Uitleg                                                         |
| Afbeelding | Unicode | Naam                        | Afstand | Uitleg                                                         |
| ---------- | ------- | --------------------------- | ------- | -------------------------------------------------------------- |
|            | ⚻       | inconjunct of quincunx      | 150°    | overeenkomend met een afstand van vijf tekens in de horoscoop  |
|            | ∠       | half vierkant               | 45°     | de twee punten staan op het horoscoopwiel 45 graden uit elkaar |
|            | ⚼       | anderhalf vierkant          | 135°    | 90° + 45° = 135 graden                                         |
|            | ⚺       | semisextiel of half sextiel | 30°     |                                                                |
| Q          | Q       | quintiel                    | 72°     | ontstaat door vijfdeling van de cirkel                         |
| bQ         | bQ      | biquintiel                  | 144°    | het dubbel van een quintiel                                    |

## Orb
Volgens astrologen hoeft een aspect niet exact te zijn om werkzaam te zijn. Er geldt steeds een bepaalde afwijking (orb) die wordt getolereerd. Zo is een orb van wel 6 tot 15 graden (afhankelijk van de voorkeur van de astroloog) bij aspecten tussen Zon en Maan toegestaan. Voor het inconjunct geldt echter een veel kleinere orb dan voor de andere vermelde aspecten. Bij voorspellende astrologie, die onder meer gebruikmaakt van transits van planeten, wordt omwille van de nagestreefde preciesheid van een prognose gewerkt met nog veel kleinere orbs (van maximum 1 graad). Dit betekent dat de actuele transiterende planeet een bijna exact vierkant, oppositie enz. moet maken met een van de planeten of hoeken van de horoscoop.

## Duiding
Traditioneel werden sextiel en driehoek als harmonisch of gunstig beschouwd, het vierkant en de oppositie als disharmonisch of ongunstig. Daar is men nu in "scholen" die meer nadruk leggen op psychologische duiding van afgestapt. Te veel harmonische aspecten in een geboortehoroscoop wordt niet als ideaal gezien. Immers, wanneer iemand in zijn horoscoop vooral driehoeken heeft en geen spanningsaspecten zoals vierkant of oppositie, dan ontbreekt er dynamisme en dat soort drijfkracht en energie is nodig voor iemands persoonlijke ontwikkeling. Uit vierkanten en opposities, zo luidt de theorie, kan men juist veel energie en wilskracht putten.

## Ongeaspecteerde planeten
Wanneer een planeet geen enkel majeur aspect ontvangt of maakt met een andere planeet (niet MC of Ascendant), moet hij volgens de psychologische astrologie alles in zijn eentje doen. De psychische energie werkt noch samen, noch tegen de energie van een andere planeet. Dit kan zich volgens sommigen uiten in een alles-of-niets-houding, want de inhoud van deze planeet drukt zich uit in uitersten. Omdat de andere psychische inhouden dit stukje niet lijken te herkennen, blijft de persoon er gefascineerd naar op zoek gaan en dit gaat vaak gepaard met gevoelens van onzekerheid. Gezien een ongeaspecteerde planeet ook huisheer is, vertaalt dit alles zich eveneens op de terreinen van het huis waarover deze planeet de heerschappij draagt.
Wanneer een ongeaspecteerde planeet echter in receptie staat met een andere planeet wordt de ongeaspecteerdheid voor een groot deel afgezwakt of verlost. De uitwerking wordt dan aanzienlijk verzacht.

## Duet
Wanneer twee planeten (niet MC of Ascendant) uitsluitend met elkaar een majeur aspect vormen, spreken we van een duet. Net als bij ongeaspecteerde planeten 'dansen' zij los van andere planeten en de rest van de horoscoop. Ze beïnvloeden enkel elkaar en gedragen zich hieruit verder ongeaspecteerd.

## Aspectfiguren
De astrologie kent een aantal aspecten die in de horoscoop een gesloten figuur vormen: aspectfiguur, aspectconstellatie of aspectpatroon genaamd.
- de grote driehoek: verbindt punten in drie tekens van één element;
- het groot vierkant: vier tekens van één kruis;
- de jod: één punt (mag ook MC of Ascendant zijn) maakt twee inconjuncten naar twee andere planeten en deze laatste twee vormen samen een sextiel;
- het T-Vierkant: verbindt een planeet enerzijds via een vierkant met een andere planeet en anderzijds met nog een andere planeet via een oppositie;

De duiding wordt bepaald door de betekenis van de betrokken planeten en aspecten. Verder speelt binnen de psychologische astrologie ook de tekenachtergrond, elementen en kruizen een rol.